# Хайнрих I (Спонхайм-Щаркенбург)
Вижте пояснителната страница за други личности с името Хайнрих I.
Хайнрих I фон Спонхайм (на немски: Heinrich I von Sponheim: * 1235/1240; † 1 август 1289) от род Спанхайми е 33 години граф на Графство Спонхайм в Щаркенбург (долното графство) от 1266 до 1289 г.

## Биография
Той е син на граф Йохан I фон Спонхайм († 1266) и втората му съпруга, вероятно дъщеря на граф Фридрих фон Изенберг и съпругата му София фон Лимбург. Баща му 1263 г. е наследник на графство Сайн.
Още когато баща им е жив Хайнрих I и брат му Готфрид († ок. 1284) си поделят наследството. Хайнрих получава Спонхайм, Готфрид получава Сайн и основава новата линия фон Сайн.
През 1267 г. Хайнрих I има тежка битка с град Трир. Той се съюзява 1278 г. с братовчед си Йохан I фон Спонхайм-Кройцнах (от предното графство) в битката против архиепископа на Майнц Вернер фон Епщайн.

## Фамилия
Хайнрих I се жени преди 1277 г. за Бланшефльор фон Юлих (* ок. 1255; † сл. 23 април 1330), дъщеря на граф Вилхелм IV фон Юлих и на Рихардис фон Гелдерн, дъщеря на граф Герхард IV фон Гелдерн. Те имат децата: 
- Йохан II († 1324), граф на Спонхайм, женен I. за Катарина фон Вианден; II. юни 1291 г. за Катарина фон Оксенщайн (племенница на крал Рудолф I)
- Хайнрих († 1344), каноник в Аахен, Утрехт, Кьолн
- Готфрид († 1332), каноник в Авиньон, Кьолн, свещеник в Кирхберг